# 劉秩 (天順進士)
劉秩（1430年—？），字厚本，江西吉安府安福縣人，明朝政治人物，同進士出身。

## 生平
江西鄉試第六十二名。天順元年（1457年）丁丑科會試第二百六十名，殿試登進士第三甲第二十名。授行人司行人。升任刑部郎中，死於任內。
曾祖父劉仕節。祖父劉貴良。父亲劉拱政。有子劉孟。